# Winrich Freiwald
Winrich August Otto Arno Helmut Freiwald (* 22. November 1968 in Oldenburg (Oldb)) ist ein deutscher Neurowissenschaftler.

## Leben
Freiwald ist Denise A. and Eugene W. Chinery Professor für Neurobiologie an der Rockefeller University in New York. Hier war er zunächst 2009–2015 Assistant Professor, dann 2016–2018 Associate Professor und ab 2018 Professor. Seit 2021 ist er zusätzlich Co-director des Price Family Center for the Social Brain an der Rockefeller University.
Er studierte in Göttingen und Tübingen und wurde 1998 an der Universität Tübingen promoviert. PostDoc-Aufenthalte von 2001 bis 2005 hatte er vor allem am Massachusetts Institute of Technology (MIT). Von 2004 bis 2008 leitete er die Primate Brain Imaging Group am Centers for Advanced Imaging and Cognitive Science der Universität Bremen.
Eines seiner Forschungsgebiete ist die Gesichtserkennung. Zur populärwissenschaftlichen Darstellung des Werks von Doris Tsao und Freiwald, siehe Rudolf E. Lang: Sehen. Reclam, Stuttgart 2014, S. 85–91.

## Auszeichnungen
- 2016: W. Alden Spencer Award
- 2017: Perl-UNC Neuroscience Prize
- 2018: Golden Brain Award
- 2018: Korrespondierendes Mitglied der Akademie der Wissenschaften zu Göttingen
- 2020: Karl Spencer Lashley Award
- 2024: Kavli-Preis für Neurowissenschaften (zusammen mit Nancy Kanwisher und Doris Tsao)
- 2024: Prémio de Visão António Champalimaud
- 2024: Rosenstiel Award (zusammen mit Nancy Kanwisher, Margaret Livingstone und Doris Tsao)

## Schriften (Auswahl)
- Zeitliche Strukturierung verteilter neuronaler Aktivitätsmuster im visuellen Cortex. Dissertation. Universität Tübingen, 1998.
- D. Tsao, W. Freiwald, T. Knutsen et al.: Faces and objects in macaque cerebral cortex. In: Nat Neurosci. Band 6, 2003, S. 989–995. doi:10.1038/nn1111.
- D. Y. Tsao, W. A. Freiwald, R. B. Tootell, M. S. Livingstone: A cortical region consisting entirely of face-selective cells. In: Science. Band 311, Nr. 5761, 3. Feb 2006, S. 670–674. doi:10.1126/science.1119983.
- Doris Y. Tsao, Sebastian Moeller, Winrich A. Freiwald: Comparing face patch systems in macaques and humans. In: Proceedings of the National Academy of Sciences. Band 105, Nr. 49, 2008, S. 19514–19519.
- Winrich A Freiwald: The neural mechanisms of face processing: cells, areas, networks, and models. In: Current Opinion in Neurobiology. Volume 60, 2020, S. 184–191, doi:10.1016/j.conb.2019.12.007.